# Melissodes mitchelli
Melissodes mitchelli är en biart som beskrevs av Laberge 1956. Melissodes mitchelli ingår i släktet Melissodes och familjen långtungebin. Inga underarter finns listade i Catalogue of Life.